# Cho Gue-sung
Cho Gue-sung (en coreano: 조규성; Ansan, Gyeonggi, 25 de enero de 1998) es un futbolista surcoreano. Juega de delantero y su equipo es el F. C. Midtjylland de la Superliga de Dinamarca.

## Trayectoria
Cho comenzó su carrera en la Universidad de Gwangju donde jugó como centrocampista y luego como delantero.
En 2019 fichó por el FC Anyang de la K League 2, club donde militó como juvenil entre 2014 y 2015. En su primer año, fue el tercer máximo goleador de la K2 y transferido al Jeonbuk Hyundai Motors de la K League 1 para la temporada 2020.
Durante la temporada 2021 fue enlistado al ejército y prestado al equipo militar Gimcheon Sangmu. Con el Jeonbuk fue el máximo goleador de la K League 1 2022 y formó parte del plantel que ganó la Copa de Corea del Sur 2022.

## Selección nacional
Fue internacional con la selección sub-23 de Corea del Sur.
Debutó con la selección de Corea del Sur el 7 de septiembre de 2021 en la victoria en casa por 1-0 sobre el Líbano de la tercera ronda de la clasificación para la Copa Mundial de Fútbol de 2022.
El 28 de noviembre de 2022, en el segundo partido de la fase de grupos de Catar 2022, convirtió un doblete en la derrota 2-3 ante la selección de Ghana.
En diciembre de 2023 fue convocado para disputar la Copa Asiática 2023. Cho marcó el gol del empate 1-1 frente a Arabia Saudita por los octavos de final del torneo, en donde el equipo coreano terminó ganando 4-2 en tanda de penales.

### Participaciones en torneos internacionales
| Mundial              | Sede  | Resultado        | Partidos | Goles |
| -------------------- | ----- | ---------------- | -------- | ----- |
| Copa Mundial de 2022 | Catar | Octavos de final | 4        | 2     |
| Copa Asiática 2023   | Catar | Semifinales      | 6        | 1     |

### Goles internacionales
| # | Fecha                    | Lugar                                            | Oponente       | Gol | Resultado      | Competición                                   |
| - | ------------------------ | ------------------------------------------------ | -------------- | --- | -------------- | --------------------------------------------- |
| 1 | 15 de enero de 2022      | Complejo Deportivo Mardan, Antalya, Turquía      | Islandia       | 1–0 | 5–1            | Amistoso                                      |
| 2 | 27 de enero de 2022      | Estadio Municipal de Sidón, Sidón, Líbano        | Líbano         | 1–0 | 1–0            | Clasificación para la Copa Mundial de 2022    |
| 3 | 14 de junio de 2022      | Estadio Mundialista de Seúl, Seúl, Corea del Sur | Egipto         | 3–1 | 4–1            | Amistoso                                      |
| 4 | 20 de julio de 2022      | Estadio Toyota, Toyota, Japón                    | China          | 3–0 | 3–0            | Campeonato de Fútbol de Asia Oriental de 2022 |
| 5 | 28 de noviembre de 2022  | Estadio Ciudad de la Educación, Rayán, Catar     | Ghana          | 1–2 | 2–3            | Copa Mundial de 2022                          |
| 6 | 28 de noviembre de 2022  | Estadio Ciudad de la Educación, Rayán, Catar     | Ghana          | 2–2 | 2–3            | Copa Mundial de 2022                          |
| 7 | 12 de septiembre de 2023 | St James' Park, Newcastle upon Tyne, Inglaterra  | Arabia Saudita | 1–0 | 1–0            | Amistoso                                      |
| 8 | 16 de noviembre de 2023  | Estadio Mundialista de Seúl, Seúl, Corea del Sur | Singapur       | 1–0 | 5–0            | Clasificación para la Copa Mundial de 2026    |
| 9 | 30 de enero de 2024      | Estadio Ciudad de la Educación, Rayán, Catar     | Arabia Saudita | 1–1 | 1–1 (4–2 pen.) | Copa Asiática 2023                            |

## Estadísticas
Actualizado al último partido disputado el 26 de mayo de 2024.
| Club | Div.          | Temporada     | Liga  | Liga  | Copas nacionales(1) | Copas nacionales(1) | Copas internacionales(2) | Copas internacionales(2) | Total | Total |
| Club | Div.          | Temporada     | Part. | Goles | Part.               | Goles               | Part.                    | Goles                    | Part. | Goles |
| --- | ------------- | ------------- | ----- | ----- | ------------------- | ------------------- | ------------------------ | ------------------------ | ----- | ----- |
| FC Anyang Corea del Sur | 2.ª           | 2019          | 33    | 14    | 3                   | 0                   | —                        | —                        | 36    | 14    |
| FC Anyang Corea del Sur | Total club    | Total club    | 33    | 14    | 3                   | 0                   | 0                        | 0                        | 36    | 14    |
| Jeonbuk Hyundai Motors Corea del Sur | 1.ª           | 2020          | 23    | 4     | 5                   | 1                   | 6                        | 3                        | 34    | 8     |
| Gimcheon Sangmu Corea del Sur | 2.ª           | 2021          | 25    | 8     | 2                   | 1                   | —                        | —                        | 27    | 9     |
| Gimcheon Sangmu Corea del Sur | 1.ª           | 2022          | 23    | 13    | 1                   | 0                   | —                        | —                        | 24    | 13    |
| Gimcheon Sangmu Corea del Sur | Total club    | Total club    | 48    | 21    | 3                   | 1                   | 0                        | 0                        | 51    | 22    |
| Jeonbuk Hyundai Motors Corea del Sur | 1.ª           | 2022          | 8     | 4     | 3                   | 4                   | —                        | —                        | 11    | 8     |
| Jeonbuk Hyundai Motors Corea del Sur | 1.ª           | 2023          | 12    | 5     | 2                   | 1                   | —                        | —                        | 14    | 6     |
| Jeonbuk Hyundai Motors Corea del Sur | Total club    | Total club    | 43    | 13    | 10                  | 6                   | 6                        | 3                        | 59    | 22    |
| F. C. Midtjylland Dinamarca | 1.ª           | 2023-24       | 30    | 12    | 2                   | 0                   | 5                        | 1                        | 37    | 13    |
| F. C. Midtjylland Dinamarca | 1.ª           | 2024-25       | 0     | 0     | 0                   | 0                   | 0                        | 0                        | 0     | 0     |
| F. C. Midtjylland Dinamarca | 1.ª           | 2025-26       | 0     | 0     | 0                   | 0                   | 0                        | 0                        | 0     | 0     |
| F. C. Midtjylland Dinamarca | Total club    | Total club    | 30    | 12    | 2                   | 0                   | 5                        | 1                        | 37    | 13    |
| Total carrera | Total carrera | Total carrera | 154   | 60    | 18                  | 7                   | 11                       | 4                        | 183   | 71    |
| (1) Incluye datos de la Copa de Corea del Sur y Copa de Dinamarca. (2) Incluye datos de la Liga de Campeones de la AFC y Liga Europa Conferencia de la UEFA. |               |               |       |       |                     |                     |                          |                          |       |       |

## Palmarés

### Títulos nacionales
| Título                 | Club                   | País          | Año  |
| ---------------------- | ---------------------- | ------------- | ---- |
| K League 1             | Jeonbuk Hyundai Motors | Corea del Sur | 2020 |
| Copa de Corea del Sur  | Jeonbuk Hyundai Motors | Corea del Sur | 2020 |
| K League 2             | Gimcheon Sangmu        | Corea del Sur | 2021 |
| Copa de Corea del Sur  | Jeonbuk Hyundai Motors | Corea del Sur | 2022 |
| Superliga de Dinamarca | F. C. Midtjylland      | Dinamarca     | 2024 |

### Títulos internacionales
| Título                         | Equipo                            | Sede      | Año  |
| ------------------------------ | --------------------------------- | --------- | ---- |
| Copa Asiática Sub-23 de la AFC | Selección sub-23 de Corea del Sur | Tailandia | 2020 |

### Distinciones individuales
| Distinción                       | Año  |
| -------------------------------- | ---- |
| K League 2: Equipo ideal         | 2019 |
| KFA: Gol del año                 | 2020 |
| Máximo goleador de la K League 1 | 2022 |
| K League 1: Equipo ideal         | 2022 |
| Korean FA Cup: Mejor jugador     | 2022 |